# Wetgevingsprocedures van de Europese Unie
Dit artikel handelt over de wetgevingsprocedures van de Europese Unie. Er is een aantal manieren waarop de Commissie, het Parlement en de Raad tot Europese wetgeving komen, waarvan de belangrijkste de gewone wetgevingsprocedure is.

## Gewone wetgevingsprocedure

Bij de gewone wetgevingsprocedure moeten de Raad en het Parlement allebei beslissen over een voorstel van de Europese Commissie

Verreweg het meest gebruikt is de gewone wetgevingsprocedure (artikel 294 van het Werkingsverdrag), waar het Europees Parlement en de Raad van de Europese Unie beide in twee lezingen over het wetsvoorstel van de Europese Commissie stemmen. In de eerste lezing kan het Europees Parlement het wetsvoorstel goedkeuren of amenderen (dus niet verwerpen), waarop de Raad van de Europese Unie in zijn eerste lezing het wetsvoorstel met de eventuele amendementen van het parlement ofwel kan aannemen, ofwel over het wetsvoorstel een "gemeenschappelijk standpunt" kan innemen. Als het laatste het geval is, wordt het voorstel inclusief het gemeenschappelijk standpunt voor een tweede lezing naar het Europees Parlement gezonden dat het geheel met een gewone meerderheid kan aannemen of met een absolute meerderheid kan verwerpen dan wel amenderen. In geval van amendering door het parlement stemt de Raad van de Europese Unie in een tweede lezing over de amendementen (over het wetsvoorstel zelf kan niet meer gestemd worden). De stemming moet eenparig (unaniem) zijn bij een negatief advies over de amendementen door de Europese Commissie, bij een positief advies volstaat een gekwalificeerde meerderheid. Als de Raad van de Europese Unie de amendementen verwerpt, volgt een laatste overleg in de zogenoemde tri(a)logen.

## Bijzondere wetgevingsprocedure
In sommige gevallen vermelden de Verdragen dat er een bijzondere wetgevingsprocedure gebruikt dient te worden in de vaststelling van een verordening, een richtlijn of een besluit. De Verdragen bevatten geen nadere bepalingen betreffende het verloop van deze bijzondere wetgevingsprocedures, terwijl in artikel 294 van het Verdrag betreffende de werking van de Europese Unie wel dergelijke bepalingen betreffende de gewone wetgevingsprocedure zijn vastgesteld. Daarom moet in ieder geval afzonderlijk worden verwezen naar de rechtsgrondslagen van deze procedures.

## Geschiedenis
Voor het Verdrag van Lissabon was de EU opgedeeld in pijlers. Welke procedure gebruikt moest worden hing af van het beleidsterrein waarop een wetsvoorstel betrekking had.

### Procedures in de eerste pijler
De medebeslissingsprocedure was de oude naam voor de gewone wetgevingsprocedure.
Naast de medebeslissingsprocedure kende de eerste pijler ook de samenwerkingsprocedure (artikel 252 van het EG-verdrag), de instemmingsprocedure en de raadplegingsprocedure. De samenwerkingsprocedure kende net als de medebeslissingsprocedure twee lezingen in zowel het Europees Parlement als de Raad van Ministers. Het parlement gaf in de eerste lezing een advies over het voorstel en kon in een tweede lezing een voorstel goedkeuren of met absolute meerderheid amenderen of verwerpen. Bij verwerping door het parlement kon de Raad een voorstel alleen nog aannemen bij eenparigheid (unanimiteit) van stemmen. De instemmingsprocedure was grotendeels gelijk aan de samenwerkingsprocedure met als uitzondering dat het parlement niet de macht had een wetsvoorstel te amenderen. De raadplegingsprocedure voorzag slechts in een raadpleging door de Raad van Ministers van het Europees Parlement, waarbij de Raad de bevoegdheid had het advies van het parlement naast zich neer te leggen.
Het Verdrag van Lissabon zorgde voor de afschaffing van de samenwerkingsprocedure en het onderbrengen van de instemmingsprocedure en de raadplegingsprocedure onder bijzondere wetgevingsprocedures.

### Procedures in de tweede pijler
Besluitvorming in de tweede pijler voltrok zich grotendeels intergouvernementeel. De individuele lidstaten en de Europese Commissie kunnen beide voorstellen doen voor strategieën en richtlijnen die ter stemming voorgelegd worden aan de Europese Raad. Binnen deze strategieën en richtlijnen kunnen vervolgens door de Commissie dan wel de individuele lidstaten voorstellen gedaan worden voor een gemeenschappelijk optreden of een gemeenschappelijk standpunt. Deze voorstellen worden in de Raad van Ministers in stemming gebracht. Het Verdrag van Amsterdam maakt het mogelijk om voor besluiten van uitvoerende aard gebruik te maken van stemming met gekwalificeerde meerderheid in plaats van eenparigheid. Het Europees Parlement heeft een kleine rol in de tweede pijler. De voorzitter van de Raad is enkel gehouden het Parlement te raadplegen over de voornaamste aspecten van het Gemeenschappelijk Buitenland- en Veiligheidsbeleid en hij moet erop toezien dat de opvattingen van het Parlement naar behoren in aanmerking worden genomen.

### Procedures in de derde pijler
Ook in de derde pijler voltrok de besluitvorming zich grotendeels intergouvernementeel. Net als in de tweede pijler hebben zowel de Europese Commissie als de EU-lidstaten het initiatiefrecht voor een beslissingsvoorstel. De besluitvorming over dit voorstel in de Raad van ministers vindt plaats op basis van unanimiteit. Voor besluiten van uitvoerende aard echter ook in deze pijler slechts een gekwalificeerde meerderheid nodig. Het Europees Parlement heeft in de derde pijler iets meer invloed dan in de tweede. Zo moet de Raad het parlement om advies vragen alvorens hij een besluit mag nemen.